# Ніколаєв Леонід Володимирович
Леоні́д Володи́мирович Нікола́єв (рос. Леони́д Влади́мирович Никола́ев; *1 (13) серпня 1878, Київ — †11 жовтня 1942, Ташкент) — радянський піаніст, педагог, композитор.
Вчився грі на фортепіано у Володимира Пухальського й композиції в Євгенія Риби в Києві. В 1897—1902 вчився у Московській консерваторії по класу фортепіано Василя Сафонова і по класу композиції Сергія Танєєва й Михайла Іполітова-Іванова.
З 1909 Ніколаєв викладав фортепіано й композицію в Петербурзькій консерваторії (з 1912 — професор). За роки викладання він виховав ряд відомих згодом композиторів і піаністів, серед яких — Володимир Софроницький, Дмитро Шостакович, Марія Юдіна, Павло Серебряков, Натан Перельман, Олександр Крейн та інші. Паралельно Ніколаєв займався композиторською діяльністю, він є автором фортепіанної, скрипкової й віолончельної сонат, Варіацій, Тарантели, Сюїти для двох фортепіано, трьох струнних квартетів, романсів а також фортепіанних транскрипцій органних творів Букстехуде і Пахельбеля.
В 1942 Ніколаєв разом з іншими викладачами консерваторії був евакуйований у Ташкент, де й помер.